# Маттіас Кабурек
Маттіас Кабурек (нім. Matthias Kaburek, 9 лютого 1911, Відень, Австро-Угорщина — 17 лютого 1976) — австрійський футболіст, що грав на позиції нападника, зокрема, за клуб «Рапід» (Відень), а також національну збірну Німеччини. По завершенні ігрової кар'єри — тренер.
П'ятиразовий чемпіон Австрії. Чемпіон Німеччини. Володар Кубка Мітропи. 

## Клубна кар'єра
У футболі дебютував 1927 року виступами за команду «Вієнна Крикет», в якій провів один сезон. 
Своєю грою за цю команду привернув увагу представників тренерського штабу клубу «Рапід» (Відень), до складу якого приєднався 1928 року. Відіграв за віденську команду наступні вісім сезонів своєї ігрової кар'єри. У складі віденського «Рапіда» був одним з головних бомбардирів команди, маючи середню результативність на рівні 0,83 голу за гру першості. За цей час тричі виборював титул чемпіона Австрії, ставав володарем Кубка Мітропи.
Згодом з 1936 по 1938 рік грав у складі клубів «Мец» та «Лонгві».
1939 року повернувся до клубу «Рапід» (Відень), за який відіграв 6 сезонів. Відзначався надзвичайно високою результативністю, забиваючи в іграх чемпіонату в середньому більше одного голу за матч. За цей час додав до переліку своїх трофеїв ще два титули чемпіона Австрії, ставав чемпіоном Німеччини. Завершив професійну кар'єру футболіста виступами за команду «Рапід» (Відень) у 1945 році.

## Виступи за збірні
1934 року дебютував в офіційних матчах у складі національної збірної Австрії. Протягом кар'єри у національній команді, провів у її формі 4 матча, забивши 2 голи. Після аншлюсу зіграв 1 гру за збірну окупантів.
Був присутній в заявці збірної на чемпіонаті світу 1934 року в Італії, але на поле не виходив.
| Дата       | Місто  | Господарі | Результат | Гості     | Турнір                   | Голи | Примітки |
| ---------- | ------ | --------- | --------- | --------- | ------------------------ | ---- | -------- |
| 11/02/1934 | Турин  | Італія    | 2 – 4     | Австрія   | Кубок Центральної Європи | -    |          |
| 25/03/1934 | Женева | Швейцарія | 2 – 3     | Австрія   | Кубок Центральної Європи | 1    |          |
| 11/11/1934 | Відень | Австрія   | 3 – 0     | Швейцарія | Кубок Центральної Європи | 1    |          |
| 24/03/1935 | Відень | Австрія   | 0 – 2     | Італія    | Кубок Центральної Європи | -    |          |
| Усього     |        | Матчів    | 4         |           | Голів                    | 2    |          |

### Статистика виступів за збірну Німеччини
| Дата       | Місто      | Господарі | Результат | Гості      | Турнір           | Голи | Примітки |
| ---------- | ---------- | --------- | --------- | ---------- | ---------------- | ---- | -------- |
| 27/08/1939 | Братіслава | Німеччина | 0 – 2     | Словаччина | Товариський матч | -    |          |
| Усього     |            | Матчів    | 1         |            | Голів            | 0    |          |

## Кар'єра тренера
Розпочав тренерську кар'єру невдовзі по завершенні кар'єри гравця, 1947 року, очоливши тренерський штаб клубу «Збройовка».
Помер 17 лютого 1976 року на 66-му році життя.

## Титули і досягнення

### Командні
- Чемпіон Австрії (5):

«Рапід» (Відень): 1928-1929, 1929-1930, 1934-1935, 1939-1940, 1940-1941
- Чемпіон Німеччини (1):

«Рапід» (Відень): 1940-1941
- Володар Кубка Мітропи (1):

«Рапід» (Відень): 1930

### Особисті
Найкращий бомбардир Чемпіонату Австрії 1934-1935 (27)